# Новокрещенка (Удмуртия)
Новокрещенка — деревня в Камбарском районе Удмуртии. Входит в состав Михайловского сельского поселения.

## География
Деревня расположена на юго-востоке республики на расстоянии примерно в 11 километрах по прямой к северо-востоку от районного центра Камбарки.
Часовой пояс
Деревня Новокрещенка как и вся Удмуртия, находится в часовой зоне МСК+1. Смещение применяемого времени относительно UTC составляет +4:00.

## Население
| 2010 | 2012 |
| ---- | ---- |
| 8    | ↗10  |

Национальный состав
Согласно результатам переписи 2002 года, русские составляли 72 % из 25 чел..